# Frederick Lake
Frederick Edgar Lake, dit Fred Lake, (né le 12 mars 1883 à Moosomin, dans la province de la Saskatchewan au Canada - mort le 28 novembre 1937 à Aylmer dans la province de Québec au Canada) est un joueur professionnel canadien de hockey sur glace.

## Carrière en club
En 1902, il passe professionnel avec les Keystones de Pittsburgh dans la WPHL.

## Statistiques
| Saison     | Équipe                      | Ligue         |                            | Saison régulière           | Saison régulière           | Saison régulière           | Saison régulière           | Saison régulière           |                            | Séries éliminatoires       | Séries éliminatoires       | Séries éliminatoires       | Séries éliminatoires | Séries éliminatoires |
| Saison     | Équipe                      | Ligue         | PJ                         | B                          | A                          | Pts                        | Pun                        | PJ                         | B                          | A                          | Pts                        | Pun                        |                      |                      |
| 1901-1902  | Winnipegs de Winnipeg       | WSrHL         | Statistiques indisponibles | Statistiques indisponibles | Statistiques indisponibles | Statistiques indisponibles | Statistiques indisponibles | Statistiques indisponibles | Statistiques indisponibles | Statistiques indisponibles | Statistiques indisponibles | Statistiques indisponibles |                      |                      |
| 1902-1903  | Keystones de Pittsburgh     | WPHL          | 5                          | 1                          | 1                          | 2                          | 4                          | -                          | -                          | -                          | -                          | -                          |                      |                      |
| 1902-1903  | Portage Lakes Hockey Club   | Exhibition    | 2                          | 8                          | 0                          | 8                          | 0                          | -                          | -                          | -                          | -                          | -                          |                      |                      |
| 1903-1904  | Soo Indians du Michigan     | Exhibition    | 20                         | 27                         | 0                          | 27                         | 0                          | -                          | -                          | -                          | -                          | -                          |                      |                      |
| 1904-1905  | Portage Lakes Hockey Club   | LIH           | 24                         | 14                         | 0                          | 14                         | 16                         | -                          | -                          | -                          | -                          | -                          |                      |                      |
| 1905-1906  | Portage Lakes Hockey Club   | LIH           | 20                         | 25                         | 0                          | 25                         | 13                         | -                          | -                          | -                          | -                          | -                          |                      |                      |
| 1906-1907  | Portage Lakes Hockey Club   | LIH           | 23                         | 27                         | 6                          | 33                         | 40                         | -                          | -                          | -                          | -                          | -                          |                      |                      |
| 1907-1908  | Strathconas de Winnipeg     | MPHL          | 14                         | 23                         | 0                          | 23                         | 0                          | -                          | -                          | -                          | -                          | -                          |                      |                      |
| 1907-1908  | Maple Leafs de Winnipeg     | MPHL          | 1                          | 0                          | 0                          | 0                          | 0                          | -                          | -                          | -                          | -                          | -                          |                      |                      |
| 1907-1908  | Maple Leafs de Winnipeg     | Coupe Stanley | -                          | -                          | -                          | -                          | -                          | 2                          | 2                          | 0                          | 2                          | 5                          |                      |                      |
| 1908-1909  | Professionals de Pittsburgh | WPHL          | 3                          | 3                          | 0                          | 3                          | 0                          | -                          | -                          | -                          | -                          | -                          |                      |                      |
| 1908-1909  | Sénateurs d'Ottawa          | ECAHA         | 12                         | 6                          | 0                          | 6                          | 33                         | -                          | -                          | -                          | -                          | -                          |                      |                      |
| 1908-1909  | Sénateurs d'Ottawa          | Coupe Stanley | -                          | -                          | -                          | -                          | -                          | 2                          | 0                          | 0                          | 0                          | 5                          |                      |                      |
| 1909-1910  | Sénateurs d'Ottawa          | ACH           | 2                          | 3                          | 0                          | 3                          | 4                          | -                          | -                          | -                          | -                          | -                          |                      |                      |
| 1910       | Sénateurs d'Ottawa          | ANH           | 11                         | 6                          | 0                          | 6                          | 18                         | -                          | -                          | -                          | -                          | -                          |                      |                      |
| 1909-1910  | Sénateurs d'Ottawa          | Coupe Stanley | -                          | -                          | -                          | -                          | -                          | 4                          | 2                          | 0                          | 2                          | 0                          |                      |                      |
| 1910-1911  | Sénateurs d'Ottawa          | ANH           | 16                         | 5                          | 0                          | 5                          | 12                         | -                          | -                          | -                          | -                          | -                          |                      |                      |
| 1910-1911  | Sénateurs d'Ottawa          | Coupe Stanley | -                          | -                          | -                          | -                          | -                          | 2                          | 1                          | 0                          | 1                          | 0                          |                      |                      |
| 1911-1912  | Sénateurs d'Ottawa          | ANH           | 18                         | 7                          | 0                          | 7                          | 0                          | -                          | -                          | -                          | -                          | -                          |                      |                      |
| 1912-1913  | Sénateurs d'Ottawa          | ANH           | 13                         | 4                          | 0                          | 4                          | 13                         | -                          | -                          | -                          | -                          | -                          |                      |                      |
| 1913-1914  | Ontarios de Toronto         | ANH           | 20                         | 4                          | 4                          | 8                          | 23                         | -                          | -                          | -                          | -                          | -                          |                      |                      |
| 1914-1915  | Sénateurs d'Ottawa          | ANH           | 2                          | 0                          | 0                          | 0                          | 0                          | -                          | -                          | -                          | -                          | -                          |                      |                      |
| Totaux LIH | Totaux LIH                  | Totaux LIH    | 67                         | 66                         | 6                          | 72                         | 69                         | -                          | -                          | -                          | -                          | -                          |                      |                      |
| Totaux ANH | Totaux ANH                  | Totaux ANH    | 80                         | 26                         | 4                          | 30                         | 66                         | -                          | -                          | -                          | -                          | -                          |                      |                      |

## Trophées et distinstions

### ECAHA
- Il remporte la Coupe Stanley avec les Sénateurs d'Ottawa en 1908-1909.

### ANH
- Il remporte la Coupe Stanley avec les Sénateurs d'Ottawa en 1910-1911.

### LIH (1904-1907)
- 1905-1906 : nommé dans la 1re équipe d'étoiles.

- 1906-1907 : nommé dans la 1re équipe d'étoiles.